# Чечилия Галерани
Чечѝлия Галерàни (на италиански: Cecilia Gallerani; * 1473, Милано, Миланско херцогство; † 1536, Сан Джовани ин Кроче, Ломбардия) е италианска благородничка, графиня на Сароно, една от метресите на херцога на Милано Лудовико Мария Сфорца „Мавъра“ и съпруга на граф Лудовико Карминати ди Брембила. Нейният портрет „Дамата с хермелина“ е нарисуван от Леонардо да Винчи (1489/1490).

## Произход
Чечилия е дъщеря на Фацио Галерани и на съпругата му Маргерита де Бусти. Родът Галерани е от сиенски произход и идва в Милано в началото на XV век, когато дядото на Чечилия – Сиджерио Галерани, юрист от партията на гибелините в Сиена, е принуден, поради спорове с гвелфите, да отиде в Милано. Там започва кариерата му на държавен служител, която е поета през 1450 г. от сина му Бартоломео – чичо на Чечилия и която през 1468 г. отваря вратите на нейния баща Фацио към кариерата на съдебен помощник на овдовялата херцогиня Бианка Мария Висконти. Длъжностите, заемани от Галерани в херцогския двор, позволяват на семейството висок стандарт на живот и значително поземлено наследство в Брианца. Като чужденци обаче те не са включени в списъците на миланските благородници от онова време (това става едва през 1670 г.).
Има седем братя: Сиджерио, Лодовико, Джовани Стефано, Федерико, Джовани Франческо и Джовани Галеацо, и една сестра: Дзанета.

## Биография
През 1455 г. дядото на Чечилия прехвърля цялото семейство от резиденцията им под енорията „Санта Мария Белтраде“ в онова, което остава техен семеен дом до Порта Комазина под енорията „Сан Симпличано“. В него именно е родена Чечилия в първите месеци на 1473 г., предпоследната от 9 деца.
На 5 декември 1480 г., на 66-годишна възраст, умира баща ѝ, оставяйки ѝ в завещанието си 1000 дуката. Овдовялата му съпруга става наставница на децата. Настъпва труден икономически период за семейството и за образованието на Чечилия вероятно се грижи майка ѝ, която е дъщеря на видни интелектуалци.
Когато през 1482 г. Леонардо да Винчи пристига в Милано на служба при херцог Лудовико Мария Сфорца „Мавъра“, Чечилия е на 9 години.
На 10-годишна възраст Чечилия е сгодена от майка ѝ с акт от 15 декември 1483 г. за 34-годишния Джовани Стефано Висконти, син на Франческо и Джиневра Конти, с идеята двамата да сключат брак, когато Чечилия навърши 12 години. Това е обичайна за епохата практика, която да гарантира на момиче от благороднически произход да не постъпи в манастир. През юни 1487 г. обаче годежът е развален вероятно поради невъзможността на двете семейства да се справят с договорените зестри.
На 7 май 1489 г. подписът на Чечилия фигурира в петиция до съда, в която тя и нейните братя, предвид нестабилната им икономическа ситуация, молят да им бъде върната собствеността върху конфискуваните им преди години бащини земи поради дългове. От положителния отговор на молбата зависи и получаването на 1000-те дуката от страна на Чечилия, която все още не е тяхна притежателка през 1508 г. Този документ е от основно значение за реконструкцията на срещата (с неизвестна дата) и връзката на Чечилия с бъдещия 7-и херцог на Милано – Лудовико Сфорца „Мавъра“ (* 27 юли 1452, † 27 май 1508): освен подписите на Чечилия и нейните братя в петицията фигурират и техните местожителства, от което става ясно, че девойката не живее заедно с тях, а в енорията Монастеро нуово. Фактът, че Чечилия, която е все още неомъжена, живее самостоятелно в Милано, без да е принудена да отиде в манастир, за да продължи образованието си, показва присъствието на херцога. В потвърждение на тази теза е датировката на картината на Леонардо да Винчи, която той получава като поръчката от „Мавъра“ същата година.
Официалното присъствие на Чечилия в двора може да бъде датирано към около 1490 г. Това е разкрито от посланика на Есте в двора Якопо Троти малко след брака на херцог Джан Галеацо Сфорца с Изабела Арагонска. В писмо до херцога на Есте Троти заявява: „Твърди се, че болестта на синьор Лудовико е причинена от прекомерния коитус с едно от неговите момичета, което той е взел при себе си преди много дни, много красиво, което ходи навсякъде след него, желае му най-доброто и му го показва постоянно.“
Около 1489 г. Лудовико Мавъра възлага на любимия си художник Леонардо да Винчи да изрисува картината „Дамата с хермелина“. Тя остава собственост на Чечилия и се завръща при нея след кратък престой в Мантуа, както се вижда в писмото ѝ от 18 май 1498 г. до балдъзата на Лудовико и маркграфиня на Мантуа Изабела д’Есте. Докато позира за картината, на Чечилия се удава възможност да се сприятели с гениалния творец и да оцени неговия изключителен талант. Леонардо я кани на срещи на учени и интелектуалци в Милано, където се обсъждат философски и различни културни теми. Самата Чечилия председателства някои от тях: тя е жена с висока култура, владее добре латински език, обича пеенето и литературата.
Чечилия е все още в двора като метреса на Лудовико, когато той се жени на 16 януари 1491 г. (поради договорения 10 години по-рано брак) за принцесата на Ферара Беатриче д’Есте, дъщеря на херцога на Ферара Ерколе I д’Есте. Чечилия му ражда извънбрачен син на 3 май 1491 г. на име Чезаре Сфорца, а на 18 май като дар получава феода Сароно и става негова графиня. Херцогът припознава детето по-късно и дори се опитва то да бъде номинирано за архиепископ на Милано на 6-годишна възраст. Чезаре става абат на Сан Надзаро Маджоре в Милано (1498 г.) и каноник в Милано (1503 г.), и умира на 20-годишна възраст на 4 януари 1512 г. в Милано. Флорентинският поет Бернардо Белинчони пише три сонета по случай раждането му, в които понякога нарича Чечилия „Изола“, т.е. „Остров“ поради близостта на името ѝ със Сицилия и я прославя като онази, която е накарала да узрее семето на „Мавъра“. Благодарение на Белинчони и на други интелектуалци Чечилия се научава да пише стихове на латински език и се сближава още повече със света на литературата и поезията.
Чечилия остава в двора поне до 1492 г. въпреки недоволството на съпругата на Лудовико Сфорца. Впоследствие тя е отстранена от там и са ѝ дадени различни имоти, сред които и Палацо Карманьола (нар. още Бролето Нуово, Broletto nuovo или Палацо дел Бролето) в Милано (на днешната ул. „Виа Ровело“ 2), където благодарение на нея се създава един от първите литературни кръгове и се ражда модата на разговорите и настолните игри. В този дворец на 14 септември 1496 г. тя приветства посланиците на Венецианската република, които идват да се срещнат с Лудовико Сфорца.
На 27 юли 1492 г. Чечилия се омъжва за предложения ѝ от Лудовико граф Лудовико Карминати де Брамбила, нар. „Бергамино“, господар на Сан Джовани ин Кроче. Ражда му поне четири деца, сред които Джовани Пиетро Карминати де Брамбила.

През 1500 г. френският крал Луи XII побеждава Лудовико Мавъра. На следващата година той отнема от Чечилия (която междувременно се е приютила в Мантуа с Леонардо да Винчи) Палацо дел Бролето и потвърждава Сароно за граф Стефано Кастильони, комуто Чечилия е преотстъпила владението по-рано. Чечилия и съпругът ѝ се укриват в Мантуа в продължение на две години при балдъзата на Лудовико Сфорца – Изабела д’Есте и се връщат в Милано със Сфорца след смъртта на 21-годишната Беатриче д’Есте през 1497 г. 
След смъртта на сина ѝ Чезаре през 1514 г. и след тази на съпруга ѝ през 1515 г. Чечилия се оттегля в резиденцията на съпруга си – днешната Вила „Медичи дел Вашело“ в Сан Джовани ин Кроче. Организира многобройни срещи с художници, поети и писатели, превръщайки замъка на съпруга си в гостоприемно място, отворено за висококултурни личности. Подобно на повечето интелигентни жени от онова време тя посвещава културните си търсения на личното удовлетворение и, както става ясно от проведеното досега изследване, никога не публикува свои стихове или есета.
Умира през 1536 г. на 63-годишна възраст и вероятно е погребана в параклиса на рода Карминати (подобно на две от децата ѝ от Бергамино) в древната енорийска църква „Сан Дзаведро“ в Сан Джовани ин Кроче. Вследствие на разрушенията, които претърпява църквата през Втората световна война, останките на Чечилия са изгубени.

## Брак и потомство
∞ 1492 за Лудовико Карминати ди Брембила (* XV век, † 1514), граф на Сан Джовани ин Кроче (1488 – 1514), от когото има четирима сина и една дъщеря̞:
- Джован Пиетро Карминати ди Брембила, граф на Сан Джовани ин Кроче, ∞ за Бона Монастироло, дъщеря на Лукреция Кривели и Джовани Андреа ди Монастироло
- Джироламо Карминати ди Брембила, ∞ 1. 1534 за Изабела Сфорца (* 1503, † 1561), извънбрачна дъщеря на Джовани Сфорца, господар на Пезаро и на Градара, от която няма деца; анулиран 2. за Лодовико Секо
- Франческо Карминати ди Брембила,
- Асканио Карминати ди Брембила
- Мария Феличе Карминати ди Брембила, ∞ за Анкизе Висконти д'Арагона, господар на Оледжо Кастело

От Лудовико Сфорца „Мавъра“̈ (* 27 юли 1451, Виджевано или 3 август 1452, Милано; † 27 май 1507, Замък Лош), херцог на Милано, има един извънбрачен, впоследствие припознат син:
- Чезаре Сфорца (* 3 май 1491, Милано; † 4 януари 1512, пак там), абат на Сан Надзаро Маджоре в Милано (от 1498 г.) и каноник в Милано (от 1503 г.)